# Daniel Quinn (író)
Daniel Quinn (Omaha, Nebraska, 1935. október 11. – Houston, Texas, 2018. február 17.) amerikai író, műveiben az ökológia, fenntarthatóság, túlnépesedés és társadalmunk kultúrájának kérdéseit járja körül. Legismertebb könyve, az Izmael 1991-ben elnyerte a Turner Tomorrow társaság ösztöndíját, több mint 25 nyelvre fordították le, és világsiker lett.

## Élete
Daniel Quinn 1935-ben született Omahában, Nebraska államban. Tanulmányait a Saint Louis Egyetemen, az ausztriai Bécsi Egyetemen és a Loyola Egyetemen folytatta, 1957-ben diplomázott. 1975-ben vált szabadúszó íróvá.
1977-ben kezdte meg első könyvének, az Izmaelnek írását, mely 1991-ben elnyerte a Turner Tomorrow Társaság ösztöndíját. Az Izmael azóta trilógiává bővült, második része a B története, mely 1996-ban jelent meg. Quinn az Izmael folytatásában továbbviszi az Izmael üzenetét. A trilógia harmadik része, Az én Izmaelem 1997-ben jelent meg. Egyéb munkái közé tartozik A civilizáción túl, illetve az Ádám meséi.
Könyvei Quinn-nek egyre növekvő hírnevet hoztak, népszerű lett az egyes környezetvédelmi és anarchista mozgalmárok körében. Daniel Quinn sokat utazott, utazásai során előadásokat tartott, tanait népszerűsítette és egyre szélesebb tömegekkel ismertette meg. Felhívta a figyelmet a globális problémákra és megoldásokat mutatott be. Tanított a Massachusettsi Egyetemen, a Texasi Egyetemen, a Trinity Egyetemen, a Salisbury Állami Egyetemen, az Elon College-ban, a Baylor Egyetemen, a Georgia Egyetemen, a Roger Williams Egyetemen, a Kent Állami Egyetemen, a Rice Egyetemen, az Oregon Egyetemen, a St. Louis Egyetemen, illetve egyéb főiskolákon és középiskolákban is tartott kurzusokat a diákoknak.

## Művei

### Izmael

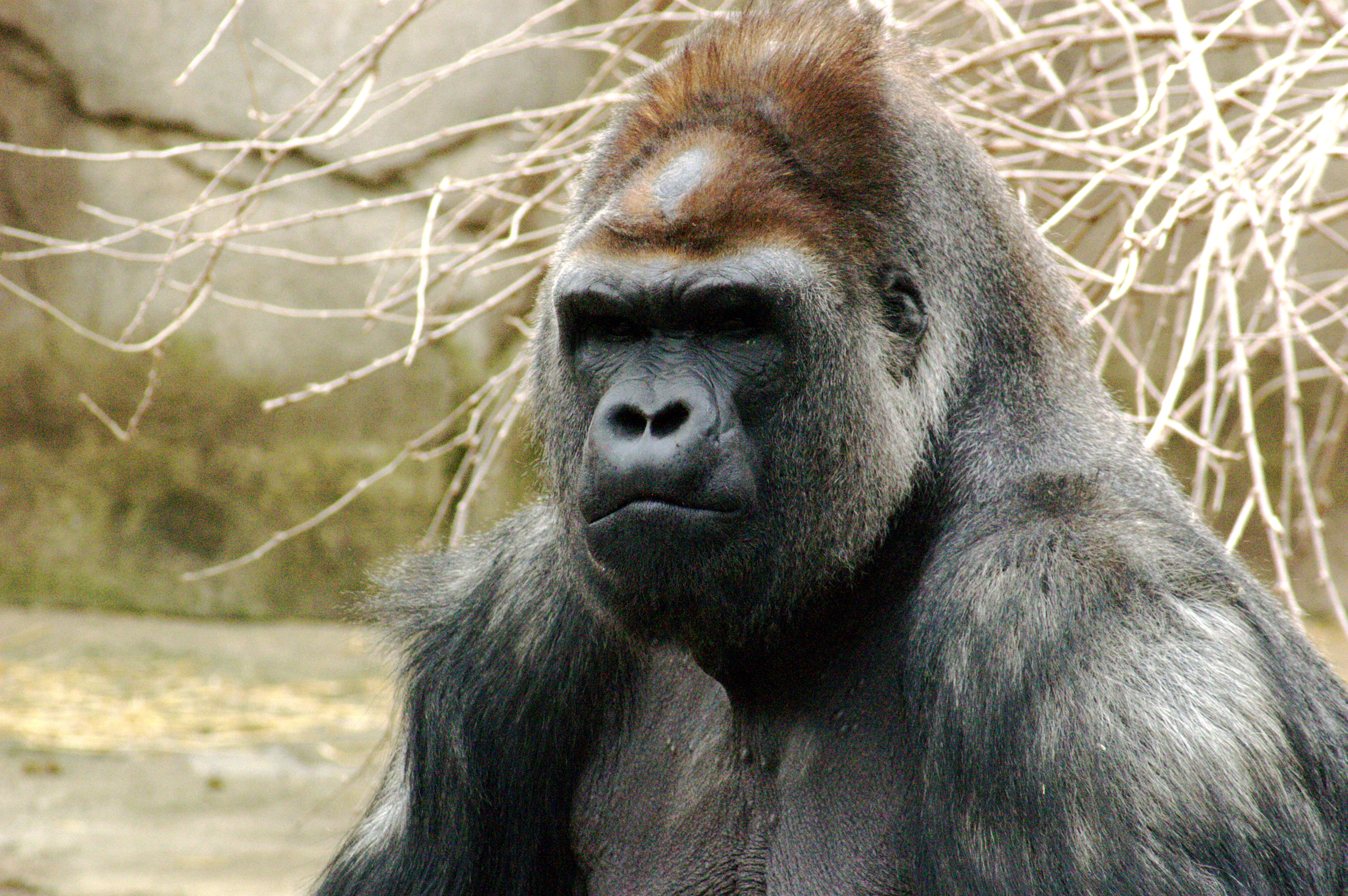
Izmael, a gorilla

Daniel Quinn 1977-ben írta meg a trilógia első kötetének, az Izmaelnek eredeti változatát, és utána is folyamatosan dolgozott rajta, mígnem 1989-ben Ted Turner amerikai médiamogul bejelentette az 500.000 dollár összegű Turner Tomorrow Ösztöndíj megalapítását. Ennek célja az volt, hogy a szerzőket „olyan regény írására ösztönözze, mely a világ globális problémáira építő és határozott megoldást kínál." A több mint 2500, a világ minden tájáról beérkezett pályamű közül a rangos ösztöndíjat az Izmael nyerte el. A könyvet 1992-es megjelenése óta több mint 25 nyelvre fordították le, és világszerte sorozatban szerveződnek a regény nyomán keletkező élő és virtuális közösségek.
Az Izmael először 1993-ban, javított és bővített kiadásban pedig 1999-ben jelent meg magyarul Trombitás Gábor fordításában, a Föld Napja Alapítvány gondozásában. Harmadik kiadása a Katalizátor Könyvkiadó gondozásában 2008 áprilisában jelent meg.
Izmael arra a banális kérdésre keres és kínál magyarázatot, hogy „hogyan lettek ilyenek a dolgok”. Értve ezalatt azt, hogy az evolúció során hogyan fejlődött ki az ember, hogyan épített civilizációt, és miért tart most ott a világ, hogy e civilizáció és az azt hordozó Föld a pusztulás szélére került.
„ Így ismerkedünk meg Izmaellel, egy roppant tudású teremtménnyel. Van egy története, amit el akar mesélni, olyan, melyet emberi lény korábban nem hallott soha. A történet az ember helyéről szól, de nemcsak emberöltőnyi léptékben, hanem az idő síkján kivetítve a földtörténet múltjába és jövőjébe is. Mint minden nagy tanító, Izmael is elutasítja, hogy megkönnyítse számunkra a leckét. Története az idő keletkezésével kezdődik, történelmi magyarázatai pedig tankönyvben soha nem jelentek meg.
Az az ember rendeltetése, hogy uralkodjon a világ felett? Vagy talán létezik egy magasabb rendű hivatás számára – egy csodálatosabb, mint amilyet az ember valaha is elképzelt magának? Ebben a rendkívüli regényben egy ember és egy gorilla olyan szellemi kalandra vállalkozik, mely újrafogalmazza, hogy mit jelent embernek lenni. Agyafúrt, szellemes, mély, az Izmael az elme és a lélek bűvészmutatványa.”
Az Izmael fülszövege.

### Az én Izmaelem
| Kiadás éve | Magyar cím         | Eredeti cím                                     |
| ---------- | ------------------ | ----------------------------------------------- |
| 1988       | –                  | Dreamer                                         |
| 1992       | Izmael             | Ishmael                                         |
| 1996       | B története        | The Story of B                                  |
| 1996       | –                  | Providence: The Story of a 50 Year Vision Quest |
| 1997       | Az én Izmaelem     | My Ishmael                                      |
| 1997       | –                  | A Newcomer's Guide to the Afterlife             |
| 2000       | A civilizáción túl | Beyond Civilization                             |
| 2001       | –                  | The Man Who Grew Young                          |
| 2001       | –                  | After Dachau                                    |
| 2005       | Ádám meséi         | Tales of Adam                                   |
| 2006       | –                  | Work, Work, Work                                |
| 2007       | –                  | If They Give You Lined Paper, Write Sideways    |

## Magyarul
- Izmael; ford. Trombitás Gábor; Föld Napja Alapítvány; Föld Napja Alapítvány, Bp., 1993
- Izmael; ford. Trombitás Gábor; 2. jav. kiad.; Föld Napja Alapítvány, Bp., 1999
- B története. Az Izmael-trilógia második könyve; ford. Trombitás Gábor; Katalizátor, Bp., 2008
- Az én Izmaelem. Szellemi és lelki kaland folytatás. Az Izmael-trilógia harmadik könyve; ford. Trombitás Gábor; Katalizátor, Bp., 2014